# Quatorzième circonscription de Seine-et-Oise
La quatorzième circonscription de Seine-et-Oise est l'une des dix-huit circonscriptions législatives que compte le département français de Seine-et-Oise, situé en région Île-de-France.

## Description géographique
Le Journal officiel du 13-14 octobre 1958 déterminait la composition de la circonscription :
- Canton d'Arpajon
- Canton de Corbeil-Essonnes (sauf communes de Corbeil-Essonnes, Étiolles, Morsang-sur-Seine, Saint-Germain-lès-Corbeil, Saint-Pierre-du-Perray, Saintry-sur-Seine, Soisy-sur-Seine et Tigery).
- Canton d'Étampes
- Canton de La Ferté-Alais
- Canton de Méréville
- Canton de Milly-la-Forêt
- [1]

## Description historique et politique

### Historique des députations
| Législature | Début de mandat | Fin de mandat  | Député         | Parti politique | Observations                                                                                          |
| ----------- | --------------- | -------------- | -------------- | --------------- | --- |
| Ire         | 9 décembre 1958 | 9 octobre 1962 | Michel Boscher | UNR             | Maire d'Évry Mandat écourté à la suite d'une dissolution parlementaire décidée par Charles de Gaulle. |
| IIe         | 6 décembre 1962 | 2 avril 1967   | Michel Boscher | UNR-UDT         | |

## Historique des élections

### Élections de 1958
| Candidat       | Candidat           | Parti                     | Premier tour | Premier tour | Second tour | Second tour |  |
| Candidat       | Candidat           | Parti                     | Voix         | %            | Voix        | %           |  |
| -------------- | ------------------ | ------------------------- | ------------ | ------------ | ----------- | ----------- |  |
|                | Louis Namy         | PCF                       | 12 142       | 24,74        | 14 634      | 30,06       |  |
|                | Michel Boscher élu | UNR                       | 8 304        | 16,92        | 29 087      | 59,75       |  |
|                | G. Thomas          | Divers droite (Gaulliste) | 7 625        | 15,53        | Retrait     | Retrait     |  |
|                | Jacques Calley     | CNIP                      | 7 523        | 15,33        | Retrait     | Retrait     |  |
|                | R. Pillas          | SFIO                      | 3 868        | 7,88         | 4 960       | 10,19       |  |
|                | P. Métayer         | Divers                    | 3 091        | 6,30         | Retrait     | Retrait     |  |
|                | P. Darbonne        | Modérés                   | 2 335        | 4,76         |             |             |  |
|                | A. Denis           | CR                        | 1 819        | 3,71         |             |             |  |
|                | Jean Berthommier   | UFF                       | 1 794        | 3,65         |             |             |  |
|                | C. Hazard          | Divers droite (Gaulliste) | 585          | 1,19         |             |             |  |
|                |                    |                           |              |              |             |             |  |
| Inscrits       | Inscrits           | Inscrits                  | 62 142       | 100,00       | 62 111      | 100,00      |  |
| Abstentions    | Abstentions        | Abstentions               | 11 629       | 18,71        | 12 185      | 19,62       |  |
| Votants        | Votants            | Votants                   | 50 513       | 81,29        | 49 926      | 80,38       |  |
| Blancs et nuls | Blancs et nuls     | Blancs et nuls            | 1 427        | 2,83         | 1 245       | 2,49        |  |
| Exprimés       | Exprimés           | Exprimés                  | 49 086       | 97,17        | 48 681      | 97,51       |  |

Le suppléant de Michel Boscher était Georges Coisnon, agriculteur à Chalou-Moulineux.

### Élections de 1962
| Candidat       | Candidat                     | Parti          | Premier tour | Premier tour | Second tour | Second tour |  |
| Candidat       | Candidat                     | Parti          | Voix         | %            | Voix        | %           |  |
| -------------- | ---------------------------- | -------------- | ------------ | ------------ | ----------- | ----------- |  |
|                | Michel Boscher sortant réélu | UNR-UDT        | 21 081       | 44,28        | 27 371      | 57,26       |  |
|                | Serge Lefranc                | PCF            | 15 374       | 32,29        | 20 431      | 42,74       |  |
|                | Pierre Ceccaldi-Pavard       | MRP            | 7 699        | 16,17        | Retrait     | Retrait     |  |
|                | Jack Menant                  | Radsoc         | 3 456        | 7,26         | Retrait     | Retrait     |  |
|                |                              |                |              |              |             |             |  |
| Inscrits       | Inscrits                     | Inscrits       | 66 812       | 100,00       | 66 861      | 100,00      |  |
| Abstentions    | Abstentions                  | Abstentions    | 17 770       | 26,6         | 16 388      | 24,51       |  |
| Votants        | Votants                      | Votants        | 49 042       | 73,4         | 50 473      | 75,49       |  |
| Blancs et nuls | Blancs et nuls               | Blancs et nuls | 1 432        | 2,92         | 2 671       | 5,29        |  |
| Exprimés       | Exprimés                     | Exprimés       | 47 610       | 97,08        | 47 802      | 94,71       |  |

Le suppléant de Michel Boscher était Georges Coisnon, agriculteur à Chalou-Moulineux.